# ماريو أبيل أمايا
ماريو أبيل أمايا (بالإسبانية: Mario Abel Amaya)‏ هو محامي وسياسي أرجنتيني، ولد في 3 أغسطس 1935 في الأرجنتين، وتوفي في 19 أكتوبر 1976 في الأرجنتين. حزبياً، نشط في Unión Cívica Radical del Pueblo ‏ والاتحاد المدني الراديكالي.